# Oliver Remien
Oliver Robert Matthias Remien (* 1957 in Hamburg; † 24. April 2023 in Wien) war ein deutscher Jurist und Hochschullehrer an der Julius-Maximilians-Universität Würzburg.

## Leben
Remien studierte Rechtswissenschaften an den Universitäten Hamburg und Genf. Nach seinem Ersten Juristischen Staatsexamen 1982 arbeitete er bis 1986 am Max-Planck-Institut für ausländisches und internationales Privatrecht in Hamburg für Ulrich Drobnig. Zugleich war er Sekretär bei der Lando-Gruppe. Unterbrochen wurde seine Arbeit 1983/84 durch eine einjährige Tätigkeit als wissenschaftlicher Assistent am Institut für vergleichende Rechtswissenschaften an der Universität Paris II. 1986 legte er sein Zweites Staatsexamen in Hamburg ab. In der Folge war Remien, während er an seiner Promotion arbeitete, wissenschaftlicher Referent am Max-Planck-Institut und übernahm einzelne Lehraufträge an der Universität Hamburg und am Europa-Kolleg Hamburg. 1990 schloss er seine Promotion mit summa cum laude in Hamburg ab. 1992/93 war für drei Monate als Sachverständiger für die Europäische Kommission in Brüssel tätig. Im Februar 2000 habilitierte er sich ebenfalls in Hamburg und erhielt die venia legendi für die Fächer Bürgerliches Recht, Zivilprozessrecht, Rechtsvergleichung, Internationales Privat- und Wirtschaftsrecht und Europarecht.
Es folgten zwei Lehrstuhlvertretungen an der Universität Frankfurt (Oder) und der Universität Bielefeld. Von 2001 bis zu seiner Emeritierung hatte er den ordentlichen Lehrstuhl für Bürgerliches Recht, Europäisches Wirtschaftsrecht, Internationales Privat- und Prozessrecht sowie Rechtsvergleichung an der Universität Würzburg inne.
Remien war Mitglied zahlreicher Vereinigungen, darunter der Internationalen Akademie für Rechtsvergleichung.

## Werke (Auswahl)
- Rechtsverwirklichung durch Zwangsgeld, Vergleich - Vereinheitlichung - Kollisionsrecht. Mohr Siebeck, Tübingen 1992, ISBN 978-3-16-145755-5. (Dissertation)
- Fernunterricht im Wirtschafts- und Verbraucherrecht des Binnenmarktes. Europäische Kommission, Brüssel 1996, ISBN 92-827-5949-0.
- Zwingendes Vertragsrecht und Grundfreiheiten des EG-Vertrages. Mohr Siebeck, Tübingen 2003, ISBN 978-3-16-147434-7. (Habilitationsschrift)